# Vườn quốc gia Hidden Valley
Vườn quốc gia Hidden Valley hay còn gọi là vườn quốc gia Mirima là một vườn quốc gia ở miền bắc Tây Úc nằm ở phía đông của khu vực Kimberley. Nó nằm khoảng 2.220 kilômét (1.379 mi) từ Perth và nằm ngay bên ngoài thị trấn Kununurra.
Khu vườn rộng 2.068 hécta (5.110 mẫu Anh) và trở thành vườn quốc gia từ năm 1982.
"Mirima" là cái tên được đưa ra bởi người Miriwoong.